# Eponyma v medicíně
Eponyma v medicíně jsou termíny užívané v medicíně, které jsou pojmenovány po lékařích (někdy místech a věcech).
Nové objevy jsou často pojmenovávány tradičně po jejich objevitelích. Díky tomuto jevu bylo vzniklo velké množství eponym:
- Seznam eponymních anatomických struktur
- Seznam eponymních fraktur
- Seznam eponymních nemocí
- Seznam eponymních nádorů
- Seznam eponymních operačních postupů
- Seznam eponymních příznaků
- Seznam eponymních terapeutických postupů
- Seznam eponymních zdravotnických přístrojů